# Sawa (Rajewski)
Sawa, imię świeckie Fiodor Fiodorowicz Rajewski (ur. 29 stycznia?/10 lutego 1892 w Jefriemowie, zm. 17 kwietnia 1976 w Croydon lub w Sydney) – biskup Rosyjskiego Kościoła Prawosławnego poza granicami Rosji.

## Życiorys
Pochodził z rodziny szlacheckiej. Uzyskał średnie wykształcenie teologiczne w seminarium duchownym w Tule (1911), a następnie ukończył studia prawnicze na Uniwersytecie Warszawskim (1916). W 1920 emigrował z Rosji razem z oddziałami Białych i udał się na wyspę Lemnos, a następnie do Królestwa SHS. Tam żył od 1921 do 1941, utrzymując się z pracy w charakterze nauczyciela w rosyjskiej szkole. Na Uniwersytecie Belgradzkim podjął studia w zakresie teologii prawosławnej, które ukończył w 1935. 
W październiku 1941 został (jako mężczyzna żonaty) wyświęcony na diakona, zaś w marcu roku następnego – na kapłana. W Serbii Nedicia służył w parafiach etnicznie rosyjskich; po wycofaniu się Niemców z terytorium Jugosławii również udał się do Niemiec i służył tam w placówkach duszpasterskich przeznaczonych dla prawosławnych dipisów. W 1946 otrzymał godność protojereja.
W 1948 emigrował do Stanów Zjednoczonych i przez kolejne sześć lat służył w cerkwi św. Włodzimierza w Miami, przy której utworzył bractwo św. Pantelejmona. W 1953, po śmierci małżonki, wstąpił do monasteru Trójcy Świętej w Jordanville i złożył wieczyste śluby mnisze z imieniem Sawa. W roku następnym Synod Rosyjskiego Kościoła Prawosławnego poza granicami Rosji zdecydował o udzieleniu mu święceń biskupich. W 1954 został biskupem Melbourne, wikariuszem eparchii Sydney, Australii i Nowej Zelandii, zaś po roku mianowano go jej ordynariuszem. W 1957 otrzymał godność arcybiskupa. Na katedrze pozostawał do 1970, gdy odszedł w stan spoczynku. Pozostał w Australii i tam też sześć lat później zmarł.